# Boksum
Boksum est un village de la commune néerlandaise de Waadhoeke, dans la province de Frise.

## Géographie
Le village est situé à 4 km au sud-ouest de Leeuwarden.

## Histoire
La bataille de Boksum a été livrée le 17 janvier 1586 durant la Guerre de Quatre-Vingts Ans entre les Espagnols commandés par Francisco Verdugo et une armée rebelle hollandaise (composée en grande partie de Frisons) commandée par Steen Maltesen, un officier danois. Elle a vu une défaite des forces des Provinces-Unies.
Boksum fait partie de la commune de Menameradiel avant le 1er janvier 2018, où celle-ci est supprimée et fusionnée avec Franekeradeel, Het Bildt et une partie de Littenseradiel pour former la nouvelle commune de Waadhoeke.

## Démographie
Le 1er janvier 2018, le village comptait 400 habitants.